# Кольпопексия
Кольпопекси́я (от др.-греч. κόλπος — «лоно» и πῆξις — «скрепление»; также вагинопекси́я, вагинофикса́ция) — гинекологическая операция, целью которой является фиксация влагалища.
Кольпопексия редко применяется при наличии матки. Чаще операция производится непосредственно после гистерэктомии, а также в случаях опущения культи влагалища после гистерэктомии в истории болезни. Техника состоит в подшивании и фиксации влагалища к передней брюшной стенке. Кольпопексия может дополняться пластическими операциями на тазовом дне (кольпоперинеопластикой) и стенках влагалища (кольпорафией).